# 7578 Georgböhm
A 7578 Georgbohm (ideiglenes jelöléssel 1990 SP7) a Naprendszer kisbolygóövében található aszteroida. Eric Walter Elst fedezte fel 1990. szeptember 22-én.